# Filimon Bodiu
Filimon Bodiu, cunoscut și cu numele conspirativ de Dimitrie Grosu (? - 16 noiembrie 1950), a fost un țăran basarabean, originar din satul Mândrești, raionul Chișcăreni. Filimon Bodiu a fost conducătorul unui grup antisovietic (Grupul antisovietic al lui Filimon Bodiu), care a activat între anii 1945 și 1950 pe teritoriul raioanelor Chișcăreni, Telenești, Sângerei și Călărași. 
Există foarte puține date biografice despre Filimon Bodiu, majoritatea informațiilor despre el provenind din arhivele A.M.S.N.R.M. și ale fostului KGB. Cercetătorii care au scris despre activitatea acestui ilegalist antisovietic menționează în primul rând abilitățile de conducător, "calitățile personale deosebite", "susținerea de care s-a bucurat din partea țăranilor" și inteligența cu care acesta reușea să se ascundă de urmăritorii săi, în condițiile terorii polițienești instaurate în Basarabia sovietică. 

## Conducătorul grupului de rezistență antisovietică Filimon Bodiu
Deși grupul lui Filimon Bodiu era compus din doar 8-10 persoane, baza socială a grupului era destul de largă. Documentele de arhiva atestă peste 50 de familii care i-au oferit adăpost și l-au susținut în activitatea sa, calificată drept "teroristă" de către organele de securitate staliniste. Cercetarea comparată a documentelor a permis istoricilor să conchidă că activitatea grupului n-a fost inițiată în scopuri de "jaf și omor", așa cum stipulează sentințele pronunțate membrilor și susținătorilor grupului. Nici țăranii care îl susțineau nu percepeau activitatea grupului ca fiind de natură criminală. Tipul de rezistența opusă de acest grup a fost, la început, unul de propagandă. Bodiu organiza "adunări cu țăranii", în casele unora dintre participanți, unde le vorbea despre pericolul sovietizării și al colectivizării forțate. Aceste acțiuni au fost considerate de autorități ca "banditism terorist". O altă metodă, considerată de autorități drept "teroristă", era intimidarea cadrelor de conducere prin intermediul unor scrisori, în care Filimon Bodiu, folosind expresii care, după părea lui, trebuiau să sune autoritar și justițiar, le cerea să nu-i mai jefuiască pe țărani și să respecte sentimentele religioase ale acestora. Radicalizarea metodelor de luptă ale grupului se produce după ce organele de urmărire încearcă să-l aresteze pe Filimon Bodiu. Omorurile comise de membrii grupului, e drept, majoritatea în condiții de autoapărare, au permis serviciilor de securitate sovietice să fabrice o listă extinsă de "acte teroriste-banditești", care îi erau incriminate. Filimon Bodiu moare la 16 noiembrie 1950, împușcat într-o confruntare directă cu reprezentanții autorităților, care veniseră să-l aresteze la adresa unde se ascundea familia Bodiu.